# Opsaridium engrauloides
Opsaridium engrauloides är en fiskart som först beskrevs av Nichols 1923.  Opsaridium engrauloides ingår i släktet Opsaridium och familjen karpfiskar. IUCN kategoriserar arten globalt som otillräckligt studerad. Inga underarter finns listade i Catalogue of Life.